# 南西アフリカ人民機構
南西アフリカ人民機構（なんせいアフリカじんみんきこう、英: South-West Africa People's Organisation、SWAPO,独: Südwestafrikanische Volksorganisation）は、ナミビア（旧南西アフリカ）の政党。

## 概要
もとはナミビアがドイツ領であった第一次世界大戦中に独立運動を行っていた勢力が、大戦後に勢力を結集してできた武装組織。1960年代に強硬派武装組織から大衆組織へと改組され、合法的手段で（時に武力を用いることもあったが）独立を求めるようになった。

## 歴史

### 独立まで
ナミビア北部に居住するオヴァンボ人中心の組織で、ドイツ撤退後の南アフリカによる統治にも反抗し、国際社会に人権状況を訴えるなどした。1966年からザンビアを拠点にナミビア独立戦争を開始し、1973年の国際連合総会でナミビア代表として認められた。
闘争当初はオバンボ人とオヴィンブンド人が文化的に近かったこともあり、隣国アンゴラの独立勢力の一派だったオヴィンブンド人主体のアンゴラ全面独立民族同盟(UNITA)と親密な関係にあったが、アンゴラ独立後にUNITAが冷戦を背景に国際化するアンゴラ内戦の文脈の中で、SWAPOの仇敵の南アフリカとの同盟を図るとSWAPOとUNITAの関係は冷却化し、SWAPOは南アフリカと戦うアンゴラ解放人民運動(MPLA)との友好関係を強化して1976年6月にアンゴラの首都ルアンダに本拠地を移転した。
1976年時点の軍事力は、隣国のアンゴラ、タンザニアの拠点に兵士4500人。兵士は中華人民共和国やソビエト連邦の軍事支援によりゲリラ活動などの訓練を受けていた。
その後、SWAPOはアンゴラを拠点に、アンゴラに展開していたキューバ軍やアンゴラ政府軍と共に南アフリカ国防軍やUNITAと戦った。1988年にキューバ軍のアンゴラ撤退とナミビアの独立をリンクさせるリンケージ政策がアンゴラ、南アフリカ、キューバ政府の間で認められたこともあり、1991年7月までの間にキューバ軍が撤退することとナミビアの独立を認めることが承認された。

### 独立後
1990年にナミビアが独立を達成すると、SWAPO議長のサム・ヌジョマが初代大統領に選出され、SWAPOは政党となった。同国では独立以来ヌジョマSWAPO政権が続いた。また中道左派・社会民主主義政党の国際組織である社会主義インターナショナルに加盟した。
2004年11月15日から16日に行われた大統領選で、ヌジョマの指名したSWAPO候補としてヒフィケプニェ・ポハンバ土地相が当選。また同時に行われた議会選でも改選72議席中55議席を獲得し、SWAPO政権の続投が確定した。
2014年11月28日、大統領3選禁止の規定に伴い、ポハンバを除いた大統領選が行われた。2012年から二度目の首相職を務めていたSWAPO副代表のハーゲ・ガインゴブが当選し、さらなるSWAPO政権の長期化が決定した。ガインゴブの任期は2015年3月21日から開始され、後任の首相にはサーラ・クーゴンゲルワが就任した。同時にガインゴブがSWAPO議長代行に就任し、2017年11月に正式にSWAPO議長に選出された。2019年11月27日の総選挙・大統領選挙ではガインゴブが56.3%を得票し再選されたが、総選挙は63議席にとどまり、過半数は得たものの3分の2を割り込んだ。

## 脚註
1. ↑  “Socialism with Namibian characteristics” (英語). Namibian Sun. (2019年1月17日) 2020年4月16日閲覧。
2. ↑  “Will Swapo's Socialism Come to 'Mixed Economy' Namibia?” (英語). The Namibian 2020年4月16日閲覧。
3. ↑  Iileka, Sakeus (2017年11月9日). “Politburo approves sweeping changes”. The Namibian:  p. 1.  オリジナルの2017年11月12日時点におけるアーカイブ。 2017年11月11日閲覧。
4. 1 2  Tötemeyer, Gerhard (2007年12月). “The Management of a Dominant Political Party system with particular reference to Namibia”.  Friedrich Ebert Stiftung. p. 3. 2012年2月14日時点のオリジナルよりアーカイブ。2019年11月20日閲覧。
5. ↑  Dauth, Timothy (1995年1月17日). “From Liberation Organisations to Ruling Parties: The ANC and SWAPO in Transition”. NamNet Digest, Vol. 95, no. 3. 2011年6月9日閲覧。
6. ↑  Soiri, Iina (May 1996). The Radical Motherhood: Namibian Women's Independence Struggle. ISBN 9789171063809 2019年11月20日閲覧。
7. 1 2  青木(1984:123)
8. ↑  ナミビアも不気味 革命をめざす解放勢力『朝日新聞』1976年（昭和51年）3月4日朝刊、13版、7面
9. ↑  青木(1989:244)
10. ↑  “Namibia's President Geingob elected leader of ruling SWAPO party”. アフリカニュース. (2017年11月27日) 2018年3月21日閲覧。
11. ↑  “Namibia's President Hage Geingob wins re-election”. BBC News. BBC. (2019年12月1日) 2019年12月1日閲覧。